# 下谷村
下谷村（したたにむら）は福島県河沼郡にあった村。現在の西会津町下谷にあたる。

## 地理
- 山：飯谷山、日向倉山、黒男山、仁王杉山、赤羽根山

## 歴史
- 1889年（明治22年）4月1日 - 町村制の施行により下谷村が単独で自治体を形成。
- 1954年（昭和29年）7月1日 - 野沢町・尾野本村・登世島村・睦合村・群岡村・上野尻村・宝坂村および耶麻郡新郷村・奥川村と合併して西会津町が発足。同日下谷村廃止。

## 交通

### 道路
- 越後街道（現・国道49号） - 村域の北端をかすめるのみ。